# World Seniors Championship 2015
Die Betway World Seniors Championship 2015 waren ein Snooker-Einladungsturnier im Rahmen der Snooker Main Tour der Saison 2014/15. Es war die sechste Auflage der World Seniors Championship und fand vom 2. bis zum 3. März 2015 statt. Es wurde erstmals in der Tower Circus Arena in Blackpool, England ausgetragen.
Titelverteidiger war der sechsfache Weltmeister Steve Davis, welcher im Viertelfinale gegen den Iren Fergal O’Brien ausschied. Turniersieger wurde Mark Williams, der trotz seines Alters von 39 Jahren durch eine neue Regelung in diesem Jahr erstmals am Turnier teilnehmen konnte. Er erzielte zudem auch noch das höchste Break des Turniers mit einer 140.

## Format
Das Einladungsturnier fand zum sechsten Mal statt, nachdem es im Jahr 1991 sein Debüt feierte und 2010 erneut in den Turnierkalender aufgenommen wurde. Insgesamt hatten sich 83 Spieler zum Turnier angemeldet. Elf Teilnehmer, frühere Gewinner der World Seniors Championship und ehemalige Weltmeister, waren für die Endrunde gesetzt. Die verbliebenen fünf Plätze wurden über vier Qualifikationsrunden ermittelt, welche am 20. und 21. Dezember 2014 im Robin Park in Wigan, England ausgetragen wurden.
Die Altersgrenze wurde erneut auf 40 Jahre gesenkt, nachdem in den vergangenen drei Turnieren ausschließlich Spieler ab 45 Jahren teilnahmeberechtigt waren. Nach der neuen Regelung sind sämtliche gegenwärtigen oder ehemaligen Profispieler zugelassen, die zum Ende der Snookerweltmeisterschaft 2015, also am 4. Mai 2015, das Alter von 40 Jahren erreicht haben.

## Preisgeld
Die Gewinnsummen blieben im Vergleich zum Vorjahr unverändert.
|                 | Preisgeld |
| --------------- | --------- |
| Sieger          | 18.000 £  |
| Finalist        | 8.000 £   |
| Halbfinalist    | 4.000 £   |
| Viertelfinalist | 2.000 £   |
| Achtelfinalist  | 1.000 £   |
| Insgesamt       | 50.000 £  |

## Hauptrunde

### Gesetzte Spieler
Die folgenden elf Spieler wurden von der WPBSA für die Endrunde der letzten Sechzehn gesetzt. Die Altersangaben entsprechen dem Stand vom 4. Mai 2015, nach dem die Teilnahmebedingung ausgerichtet ist. Rekordweltmeister Stephen Hendry nimmt dieses Jahr nicht am Turnier teil. Erstmals für das Turnier qualifizierten sich, der zum Zeitpunkt des Turniers 39-jährige, zweifache Weltmeister Mark Williams und der Weltmeister von 2002 Peter Ebdon.
| Steve Davis (57)    |
| John Parrott (50)   |
| Cliff Thorburn (67) |
| Nigel Bond (49)     |
| Dennis Taylor (66)  |
| Darren Morgan (49)  |

| Mark Williams (40) |
| Joe Johnson (62)   |
| Jimmy White (53)   |
| Ken Doherty (45)   |
| Peter Ebdon (44)   |

### Turnierplan
Sämtliche Spiele wurden im Best-of-3-Modus gespielt. Alle Zeiten sind Ortszeit (UTC).

#### Achtelfinale
| - Montag, 2. März, 13:00 - Steve Davis 2:1 Rory McLeod - John Parrott 2:0 Cliff Thorburn - Nigel Bond 0:2 Dominic Dale - Dennis Taylor 0:2 Darren Morgan | - Montag, 2. März, 19:00 - Mark Williams 2:0 Darryn Walker - Joe Johnson 1:2 Paul McPhillips - Jimmy White 0:2 Ken Doherty - Peter Ebdon 0:2 Fergal O’Brien |

#### Viertelfinale
| - Dienstag, 3. März, 13:00 - John Parrott 2:0 Paul McPhillips - Ken Doherty 2:0 Darren Morgan | - Dienstag, 3. März, 13:00 - Fergal O’Brien 2:0 Steve Davis - Mark Williams 2:0 Dominic Dale |

#### Halbfinale
- Dienstag, 3. März, 19:00
  -  Mark Williams 2:0  John Parrott
  -  Fergal O’Brien 2:0  Ken Doherty

#### Finale
| Finale: Best of 3 Frames Schiedsrichter/in: Greg Coniglio Tower Circus Arena, Blackpool, England, 3. März 2015 |                |                |
| Mark Williams                                                                                                  | 2:1            | Fergal O’Brien |
| 30:41, 87:4 (74), 94:0                                                                                         |                |                |
| 74 | Höchstes Break | 39             |
| – | Century-Breaks | –              |
| 1 | 50+-Breaks     | –              |

## Qualifikation
Die Qualifikationsspiele wurden am 20. und 21. Dezember 2014 im Robin Park in Wigan, England ausgetragen. Sämtliche Spiele wurden im Best-of-3-Modus gespielt.

### Runde 1
| Spiel | Spieler 1        | Ergebnis | Spieler 2         |  | Spiel | Spieler 1          | Ergebnis | Spieler 2        |
| ----- | ---------------- | -------- | ----------------- |  | ----- | ------------------ | -------- | ---------------- |
| 1     | Tony Drago       | 1:2      | Rory McLeod       |  | 17    | Darren Thompson    | kl.      | Anthony Hamilton |
| 2     | Andrew Milliard  | 2:1      | Tony Taylor       |  | 18    | Andy Hicks         | 0:2      | Peter Lines      |
| 3     | David Singh      | kl.      | Jamie Bodle       |  | 19    | Jonathan Bagley    | kl.      | Alex Borg        |
| 4     | Ian Brumby       | 2:0      | Ashley Beal       |  | 20    | Jamie Rous         | 2:1      | Tony Knowles     |
| 5     | Dessie Sheehan   | 1:2      | John Leahy        |  | 21    | David McLellan     | 1:2      | Robin Hull       |
| 6     | Gerard Greene    | 2:0      | Balvinder Sembi   |  | 22    | Marcus Campbell    | kl.      | Nigel Gilbert    |
| 7     | Alan McManus     | 2:1      | Steve Meakin      |  | 23    | Mike Hallett       | 0:2      | Gary Filtness    |
| 8     | Dominic Dale     | 2:0      | Peter Delaney     |  | 24    | Karl Townsend      | 2:1      | Craig Barber     |
| 9     | Geoff Williams   | 2:1      | Stuart Parnell    |  | 25    | Ian Barry Stark    | 2:0      | Rod Lawler       |
| 10    | Mike Dunn        | kl.      | Peter Bardsley    |  | 26    | Craig MacGillivray | 2:0      | Hassan Vaizie    |
| 11    | Joe Perry        | kl.      | Andrew Alexandrou |  | 27    | Patsy Fagan        | 2:0      | Paul Moss        |
| 12    | Richard Somauroo | 0:2      | Tony Chappel      |  | 28    | David Roe          | 0:2      | Joe Swail        |
| 13    | Scott MacFarlane | 2:1      | Paul Davison      |  | 29    | Jimmy O’Shea       | 0:2      | Fergal O’Brien   |
| 14    | Dave Harold      | 2:0      | Raymon Fabrie     |  | 30    | Mark King          | 2:0      | Barry Pinches    |
| 15    | Anthony Harris   | 2:0      | Shane Haines      |  | 31    | Les Dodd           | 0:2      | John Welsh       |
| 16    | Darryn Walker    | 2:0      | Jamie Home        |  | 32    | Alex Peart         | 0:2      | Adrian Rosa      |

### Runde 2
| Spiel | Spieler 1        | Ergebnis | Spieler 2         |  | Spiel | Spieler 1          | Ergebnis | Spieler 2       |
| ----- | ---------------- | -------- | ----------------- |  | ----- | ------------------ | -------- | --------------- |
| 1     | Rory McLeod      | 2:0      | Andrew Milliard   |  | 11    | Peter Lines        | 0:2      | Jonathan Bagley |
| 2     | Alan Edmonds     | kl.      | Jamie Bodle       |  | 12    | Jamie Rous         | 0:2      | Robin Hull      |
| 3     | Ian Brumby       | 2:1      | John Leahy        |  | 13    | Dean Reynolds      | 0:2      | Marcus Campbell |
| 4     | Gerard Greene    | 0:2      | Alan McManus      |  | 14    | Paul McPhillips    | 2:0      | Gary Filtness   |
| 5     | Dominic Dale     | 2:1      | Geoff Williams    |  | 15    | Karl Townsend      | 2:1      | Barry Stark     |
| 6     | Peter Bardsley   | 1:2      | Andrew Alexandrou |  | 16    | Craig MacGillivray | 2:0      | Patsy Fagan     |
| 7     | Anthony Davies   | 1:2      | Tony Chappel      |  | 17    | Gary Miller        | 0:2      | Joe Swail       |
| 8     | Scott MacFarlane | 0:2      | Dave Harold       |  | 18    | Mark Davis         | 0:2      | Fergal O’Brien  |
| 9     | Darryn Walker    | 0:2      | Anthony Harris    |  | 19    | Gary Wilkinson     | 2:0      | Mark King       |
| 10    | Paul Stockwell   | 0:2      | Darren Thompson   |  | 20    | John Welsh         | 2:0      | Adrian Rosa     |

### Runde 3
| Spiel | Spieler 1     | Ergebnis | Spieler 2         |  | Spiel | Spieler 1       | Ergebnis | Spieler 2          |
| ----- | ------------- | -------- | ----------------- |  | ----- | --------------- | -------- | ------------------ |
| 1     | Rory McLeod   | 2:1      | Jamie Bodle       |  | 6     | Jonathan Bagley | 2:1      | Robin Hull         |
| 2     | Ian Brumby    | 2:0      | Alan McManus      |  | 7     | Marcus Campbell | 1:2      | Paul McPhillips    |
| 3     | Dominic Dale  | 2:0      | Andrew Alexandrou |  | 8     | Karl Townsend   | 0:2      | Craig MacGillivray |
| 4     | Tony Chappel  | 2:0      | Dave Harold       |  | 9     | Joe Swail       | 0:2      | Fergal O’Brien     |
| 5     | Darryn Walker | 2:1      | Darren Thompson   |  | 10    | Gary Wilkinson  | 2:1      | John Welsh         |

### Runde 4
| Spiel | Spieler 1     | Ergebnis | Spieler 2       |  | Spiel | Spieler 1       | Ergebnis | Spieler 2          |
| ----- | ------------- | -------- | --------------- |  | ----- | --------------- | -------- | ------------------ |
| 1     | Rory McLeod   | 2:0      | Ian Brumby      |  | 4     | Paul McPhillips | 2:1      | Craig MacGillivray |
| 2     | Dominic Dale  | 2:0      | Tony Chappel    |  | 5     | Fergal O’Brien  | 2:1      | Gary Wilkinson     |
| 3     | Darryn Walker | 2:0      | Jonathan Bagley |  |       |                 |          |                    |

## Century-Breaks

### Hauptrunde
| Mark Williams  | 140      |
| Fergal O’Brien | 110, 105 |

### Qualifikation
| Dominic Dale | 129 |
| Rory McLeod  | 104 |